# Konstantin XI Palaiologos
Konstantin XI Dragases Palaiologos (grekiska: Κωνσταντίνος ΙΑ' Παλαιολόγος), född 9 februari 1404, död 29 maj 1453, var den siste bysantinske kejsaren, från 1448 till sin död i slaget om Konstantinopel i samband med att den osmanska armén intog staden. 
Konstantin hade som despot av Morea visat stor duglighet och vunnit betydande framgångar. Efter sin äldre bror Johannes VIII Palaiologos död blev han kejsare i Konstantinopel. Till att motstå Mehmet II och det osmanska rikets anfall saknade dock det ytterligt försvagade riket krafter. Konstantin gjorde dock vad som kunde göras under de avgörande sista striderna. Han omkom vid Konstantinopels fall 29 maj 1453. Hans död markerar slutet på det romerska riket, vilket hade fortsatt i öst i ytterligare 977 år efter det västromerska rikets fall.

## Biografi
Konstantin föddes i Konstantinopel, som Manuel II Palaiologos och Helana Dragaš åttonde barn av tio. Konstantin tyckte mycket om sin mor, och lade hennes efternamn (Dragases) till sitt eget dynastiska namn (Palaiologos) när han kröntes till kejsare. Mycket av Konstantins barndom tillbringades i Konstantinopel med hans föräldrar. Under en kort tid var han guvernör över Selymbria, till dess att han gav posten till sin bror Theodor år 1443. När hans äldre bror Johannes VIII Palaiologos närvarade vid konciliet i Florens åren 1437 till 1440 var Konstantin hans regent i Konstantinopel.

### Despot av Morea

Despotatet Morea år 1450, efter att Konstantin krönts till kejsare delades despotatet upp mellan hans yngre bröder Demetrios och Thomas.

I oktober 1443 blev Konstantin utnämnd till despot av Morea av sin bror Johannes. Han regerade från fortet och palatset i Mystras, en stad som även kallades Sparta på grund av sin närhet till den antika staden. Tjugo år tidigare hade Konstantin hjälpt Johannes att återupprätta bysantinsk kontroll över Morea och driva ut de katolska prinsarna som fortfarande höll spridda delar av halvön. Förutom Republiken Venedigs besittningar Modon, Koron och Nauplion återtog de hela halvön.
Efter att ha upphöjts till despot av sin bror förstärkte Konstantin Moreas försvar genom att rekonstruera en mur i det Korintiska näset, "Hexamilion" ("sex-mils muren"), efter ett förslag av Konstantins lärare Georgios Gemistos Plethon.
Under sommaren 1444 marscherade Konstantin ut ur Morea för att invadera Hertigdömet Aten, ett av de många katolska småriken som uppstått i tidigare bysantinska länder efter att det fjärde korståget ockuperade Konstantinopel (staden hade återtagits 1261, men ett flertal mindre "latinska" riken återstod). Han besegrade hertigdömet och tvingade dess italienske hertig, Nerio II Acciaioli, att betala tribut till honom. Vid den här tiden var Aten en vassal till det osmanska riket, och ett svar från det numera mäktiga turkiska riket var oundvikligt. 1446 ledde sultanen Murad II en armé på mellan 50.000 och 60.000 soldater in i Grekland för att stoppa Konstantins anspråk. Syftet var inte att erövra Morea, vilket sultanen onekligen hade kunnat göra med sin styrka, utan att straffa bysantinarna och deras despoter. Den osmanska armén nådde Hexamilion i november samma år, där Konstantin försökte förhandla med sultanen. Den samtida historikern Laonikos Chalkokondyles beskriver Konstantins krav som "omåttliga" då han krävde att Hexamilion skulle få stå kvar som den stod och att alla av sultanens länder som Konstantin vassaliserat bortom den skulle få behållas av honom.
Konstantin och hans yngre bror Thomas medverkade i det omedelbara slag som följde. Hexamilion kunde motstå typiska medeltida belägringstaktiker, men Murad hade tagit med sig bombarder, vilka tog sig igenom muren den 10 december 1446. Murads janitsjarer tog sig igenom hålet i muren och försvararna fick panik och flydde. Konstantin och Thomas försökte försvara muren, men misslyckades och undkom knappt med livet i behåll till Mystras. Även om osmanerna inte annekterade provinsen Morea, förhärjades den. Runt 60.000 av invånarna tillfångatogs och såldes som slavar i Turkiets slavmarknader och Konstantin och Thomas tvingades göra sig till sultanens vasaller och betala tribut.

### Kejsare

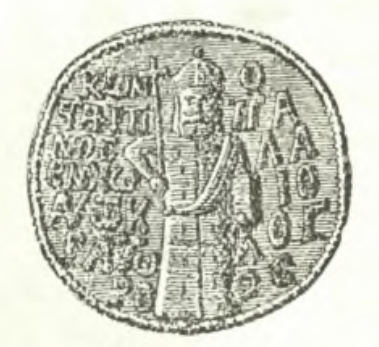
Konstantin XI:s kejserliga sigill.

Trots att Konstantin XI:s korta regeringstid dominerades av svårigheter både innanför och utanför riket, vilket till slut resulterade i Konstantinopel och det bysantinska rikets fall 1453, så talar samtida källor generellt respektfullt om kejsaren Konstantin. När hans äldre bror Johannes VIII dog utan barn i oktober 1448 uppstod en dispyt om vem som skulle ärva rikets tron mellan Konstantin och hans bror Demetrios. Deras mor Helena var regent under tiden och stödde Konstantin. De vädjade till den osmanska sultanen Murad II att bestämma arvingen, delvis för att undvika den typ av inbördeskrig som hade bidragit mycket till rikets förfall, och han valde Konstantin.
Konstantin kröntes den 6 januari 1449 i katedralen i Mystras av den lokala biskopen. Det var sällsynt, men inte något som aldrig tidigare förekommit, att kejsaren inte kröntes i Konstantinopel, exempelvis hade Konstantins förfader Mikael VIII Palaiologos krönts i Nicaea.
Konstantin valde medvetet att inte krönas av patriarken i Konstantinopel, då den dåvarande patriarken var unionist (se östliga schismen), vilket ogillades av majoriteten av prästerna. Att krönas av honom skulle bara gjort de rådande religiösa oenigheterna i huvudstaden ännu värre. Han kom till Konstantinopel via skepp den 12 mars 1449.
Den osmanska sultanen Murad II dog 1451 och efterträddes av sin nittonåriga son Mehmet II, som var besatt med att erövra Konstantinopel. Konstantin hotade med att om Mehmet inte mötte vissa krav skulle han frigöra prinsen Orhan, en anspråkstagare till det osmanska rikets tron. Mehmet ansåg att detta bröt mot den rådande vapenvilan mellan rikena. Under vintern 1451 - 1452 konstruerade Mehmet borgen Rumelihisarı på den europeiska sidan av Bosporen. Konstantin såg detta som en uppenbar förberedelse för en osmansk belägring, och började förbereda sina egna försvar.
Konstantin lyckades med att samla in nog med mat för att utstå en belägring samt att reparera de gamla theodosianska murarna, vilka hade försvarat staden i nästan tusen år. Den bysantinska ekonomins dåliga tillstånd gjorde att Konstantin inte lyckades ansamla styrkor stora nog att försvara staden mot osmanernas enorma armé. Konstantin blev desperat för hjälp från västligare kristna riken. Han bekräftade på nytt den union mellan den ortodoxa och katolska kyrkan som signerats vid Konciliet i Florens, ett av den katolska kyrkans krav som behövde uppfyllas innan någon hjälp skulle ges. Även om hjälp kom från några av handelsstaterna i norra Italien så var styrkorna försumbara i jämförelse med vad som krävts för att möta den osmanska armén. Konstantin bad också om hjälp från sina bröder Demetrios och Thomas i despotatet Morea, men osmanerna genomförde en invasion av halvön 1452 för att hindra förstärkningar från att ta sig till huvudstaden och hjälpa till vid belägringen.
Belägringen av Konstantinopel påbörjades i vintern 1452. I staden bodde mindre än 50.000 människor och Konstantins försvarande armé var bara 7.000 soldater stark. Den osmanska armén var minst 10 gånger så stor och förde med sig toppmodern belägringsutrustning.

### Konstantinopels fall och Konstantins död
Innan striden påbörjades framförde Mehmet ett erbjudande till Konstantin. Han skulle få lämna staden med livet i behåll och fortsätta regera från sitt gamla palats i Mystras om han gav upp staden till Mehmet. Konstantin skall ha svarat:
"Att ge upp staden till dig är bortom min auktoritet och auktoriteten hos alla andra som bor i den. Vi ska allihop, efter att ha tagit ett ömsesidigt beslut, dö av fri vilja utan att försöka rädda våra egna liv."
Konstantin ledde själv stadens försvar och tog en aktiv roll i stridigheterna tillsammans med sina trupper på stadens murar. Samtidigt använde han sina diplomatiska förmågor för att bevara den nödvändiga sammanhållningen mellan sina egna trupper och de små katolska styrkorna som kommit till staden för att hjälpa till. 
Konstantin dog samma dag som staden föll, den 29 maj 1453. Det finns inga kända överlevande ögonvittnen till kejsarens död och ingen i hans följe överlevde för att kunna ge en trovärdig beskrivning av hans död. Enligt den samtida historikern Mikael Kritobolos, då i Mehmets tjänst, ska Konstantin ha skrikit ut att "Staden har fallit och jag lever fortfarande!" innan han rev av sig sina kejserliga regalier, så att han inte skulle kunna särskiljas från en vanlig soldat, och ledde sina överlevande soldater i ett sista anfall, där han dog.

## Eftermäle
En legend berättar om hur en ängel räddade kejsaren när osmanerna trängde in i staden, förvandlade honom till en staty av marmor, och placerade honom i en grotta under Konstantinopels gyllene port, där han en dag kommer återupplivas och återta staden och riket till de kristna. "Marmorkejsaren" finns kvar i grekisk folktro och kultur och har bland annat fått elegier efter sig.
Konstantins eftermäle användes som ett stridsrop i det grekiska frihetskriget mot det Osmanska riket och han ses som en nationell hjälte i dagens Grekland. Under Balkankrigen och det Grek-Turkiska kriget (1919-1922) användes den dåvarande grekiska kungens namn, Konstantin I av Grekland, som en bekräftelse av myten om marmorkejsaren som skulle frita Konstantinopel och återskapa det förlorade kejsardömet.